# Krzysztof Muchorski
Krzysztof Muchorski (ur. 29 maja 1985 w Gdyni) – polski gimnastyk sportowy, wielokrotny mistrz Polski, reprezentant kraju.
Krzysztof Muchorski od początku swojej kariery sportowej występuje w barwach AZS AWF Gdańsk. Jako członek kadry narodowej seniorów występuje od 2003 roku. Jest wielokrotnym Mistrzem Polskim oraz zwycięzcą wielu prestiżowych zawodów z cyklu Pucharu Polski. Reprezentował Polskę na Mistrzostwach Świata w Aarhus w 2006 roku oraz w Stuttgadzie (Neckar Park) w 2007 roku. Wielokrotnie reprezentował Polskę na Pucharach Świata między innymi w 2007 w Ostrawie (Czechy) gdzie zdobył brązowy medal czy w Mariborze (Słowenia) gdzie również zakończył finał na 6 miejscu. Na Mistrzostwach Polski w Iławie w 2005 r. zdobył 6 medali, 5 złotych i 1 srebrny. W tym samym roku został powołany do reprezentacji na Uniwersjadę, która odbyła się w tureckim Izmirze. W roku 2007 reprezentował Polskę na Uniwersjadzie w Bangkoku gdzie zajął piąte miejsce w finale na kółkach. Pierwszy start w roku 2008 odbył się w Gdańsku podczas I edycji Pucharu Polski, gdzie pokonał wszystkich swoich przeciwników zdobywając złoty medal i tym samym wywalczył start na Mistrzostwa Europy które odbędą się od 4 do 11 maja w Lozannie (Szwajcaria).